# Herz-Jesu-Kapelle (Heiligendamm)

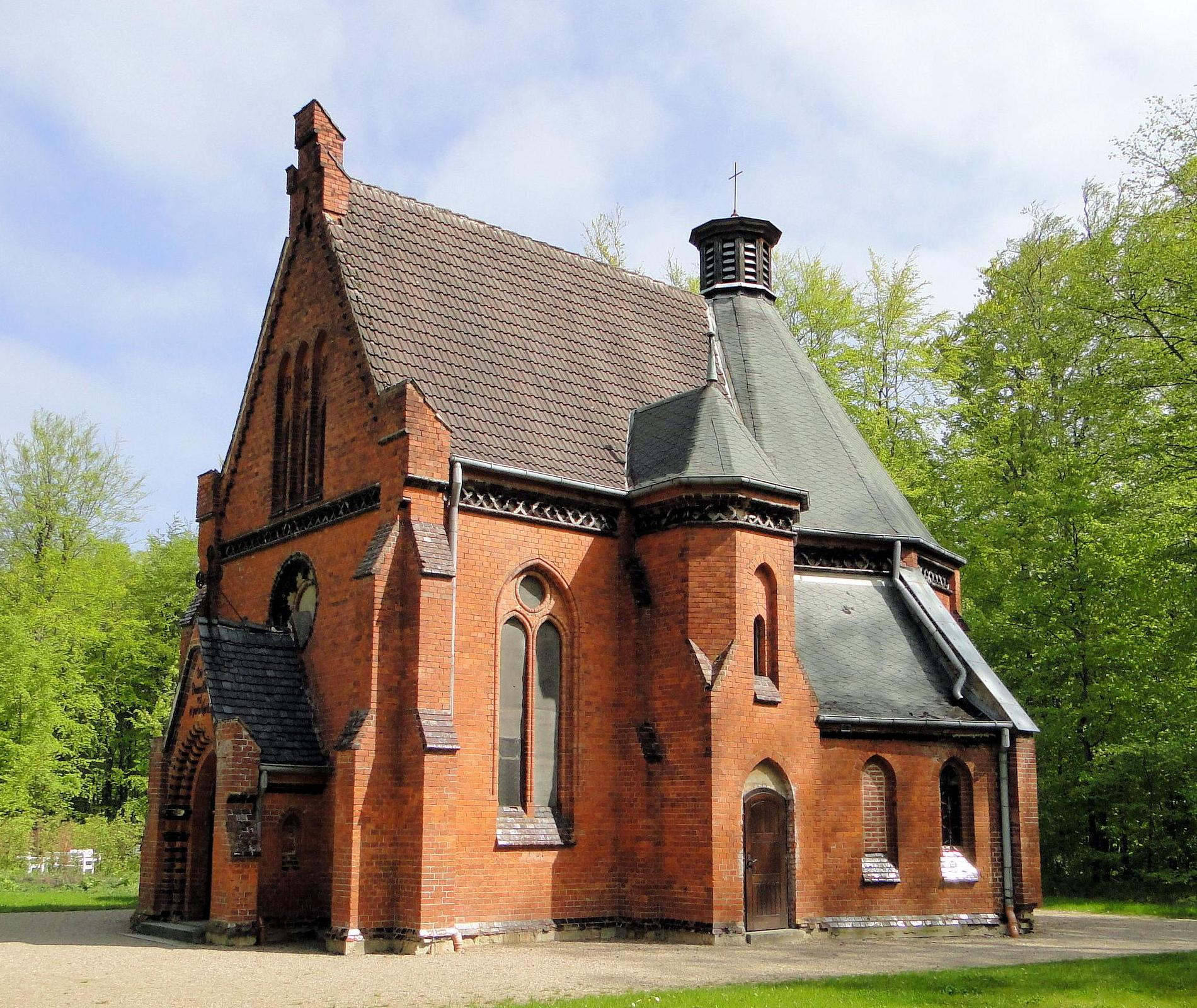
Die Herz-Jesu-Kapelle

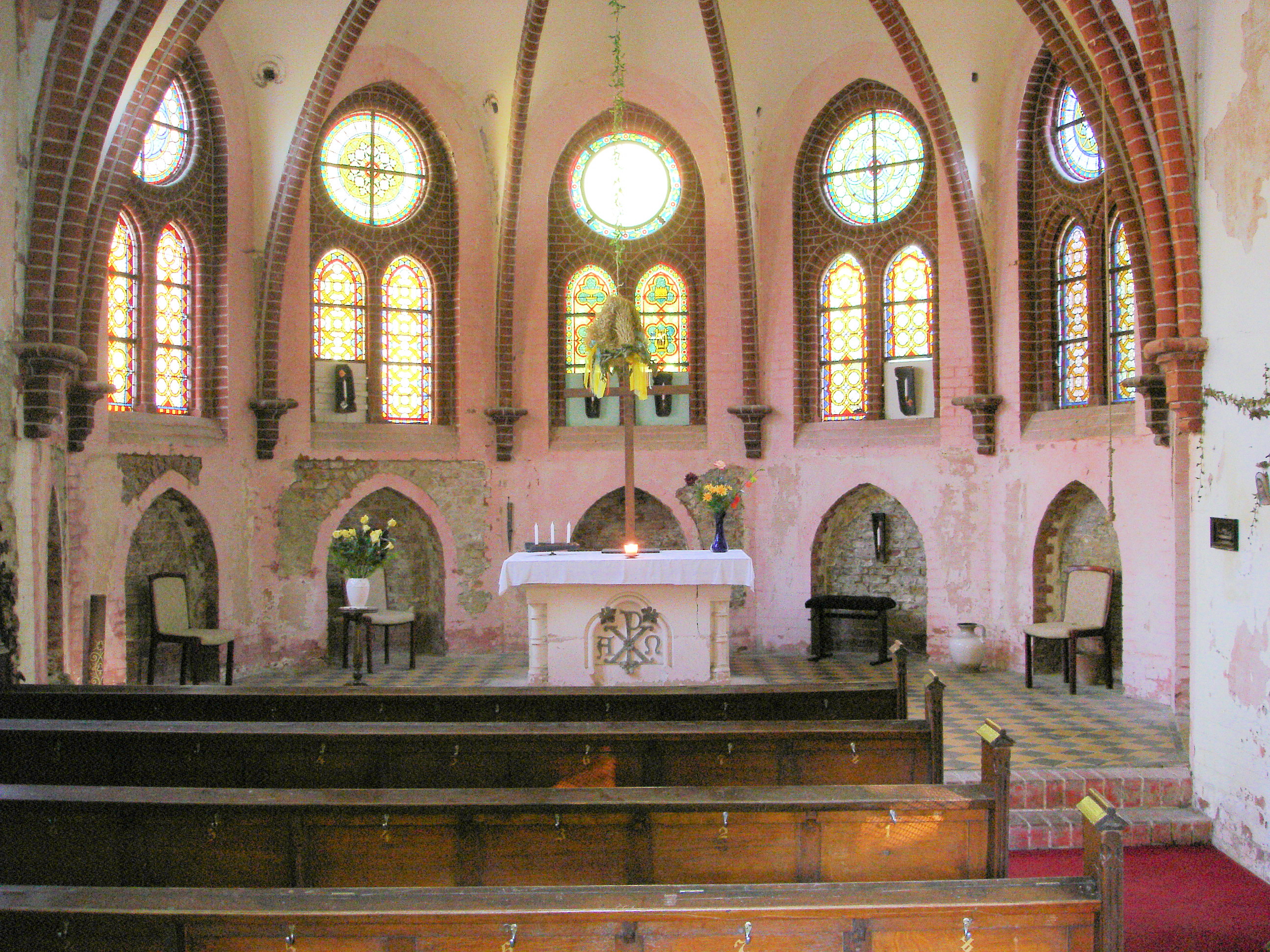
Altarraum

Die Herz-Jesu-Kapelle ist ein historisches römisch-katholisches Kirchengebäude in Heiligendamm, Stadt Bad Doberan. Sie wurde 1887/88 nach Plänen von Gotthilf Ludwig Möckel erbaut. Seit den 1990er Jahren ist sie nicht mehr im gottesdienstlichen Gebrauch. Der Zustand des Gebäudes ist sanierungsbedürftig.

## Geschichte
Heiligendamm, das älteste Seebad Deutschlands, schon Ende des 18. Jahrhunderts gegründet und lange dem Hochadel vorbehalten, hatte fast hundert Jahre lang weder eine evangelische noch eine katholische Kirche. Katholische Badegäste vor allem aus Süddeutschland und Österreich äußerten seit den 1860er Jahren verstärkt den Wunsch nach Sonntagsmessen am Ort. Der großherzogliche Badeintendant Kammerherr Hermann von Suckow, selbst Konvertit, machte sich dieses Anliegen zu Eigen. 1866 genehmigte Großherzog Friedrich Franz II. die Feier katholischer Gottesdienste im privaten Rahmen. Gleichzeitig begann von Suckow mit der Spendensammlung für einen Kirchbau, die deutschlandweit auf Echo stieß. Beim Verkauf Heiligendamms in Privathand 1873 konnte er die Reservierung eines Grundstücks im südöstlichen Waldgebiet erwirken. 1879 lag der Entwurf Möckels vor, der allgemein Anklang fand. Aber es dauerte weitere acht Jahre, bis die Summe der gesammelten Gelder den Baubeginn erlaubte. Am 23. August 1888 wurde die Kapelle dem Heiligsten Herzen Jesu geweiht. In den nächsten hundert Jahren wurde dort in den Sommermonaten meist durch Gastpriester die heilige Messe gefeiert. Nach dem Ende der kirchlichen Nutzung wurden große Teile der Inneneinrichtung gestohlen. Die künftige Erhaltung und Verwendung des Gebäudes ist offen. Per Dekret vom 23. Oktober 2023 wurde die Kapelle von Erzbischof Stefan Heße formal profaniert.

## Architektur
Die Herz-Jesu-Kapelle ist eine neugotische geostete Saalkirche im nachempfundenen Stil der norddeutschen Backsteingotik. Sie besteht aus einem zweijochigen Langhaus und einer originellen Chor-Rotunde mit Fächergewölbe im Inneren und Dachreiter auf der Spitze. Dem Westgiebel ist ein Vorzeichen mit dem Portal angefügt. Es trägt die Inschrift Hic Domus Dei est et porta Coeli („Hier ist das Haus Gottes und das Tor des Himmels“, (Gen 28,17 )). Auf der Südseite befinden sich die Sakristei und ein kleiner Treppenturm mit Seiteneingang. Die Kapelle bietet etwa fünfzig Personen Platz.